# 熊谷達也 (サッカー選手)
熊谷 達也（くまがい たつや、1992年9月25日 - ）は、千葉県東金市出身の元プロサッカー選手。ポジションはミッドフィールダー。

## 来歴
小学生時代から柏レイソルの下部組織に所属。高校卒業後は仙台大学に進学し、入学時から背番号「10」を背負ってチームのゲームメーカーを担い、2011年度より3年連続でデンソーカップチャレンジ北海道・東北選抜メンバーに選出された。2012年には東北勢から唯一全日本大学選抜メンバーに選出され、スペインで開催された第29回アルクディア国際ユース（U-20）トーナメントに参加した。大学4年時の2014年度はチームの主将に就任し、第63回全日本大学サッカー選手権大会で強豪・明治大学を下してベスト8進出を果たした。のちに秋田に加入する齋藤恵太とは同期であった。
2015年、ブラウブリッツ秋田に加入。J3第1節カターレ富山戦からスターティングメンバーに抜擢されプロデビューを飾り、第5節レノファ山口FC戦で初ゴールを記録した。
2016年を以て、ブラウブリッツ秋田を退団。
2021年現在、日本ストライカーという会社で人工関節に関連する製品を医療機関向けに営業販売している。

## 所属クラブ
ユース経歴
- 2002年 - 2004年 柏レイソルU-12
- 2005年 - 2007年 柏レイソルU-15
- 2008年 - 2010年 柏レイソルU-18
- 2011年 - 2014年 仙台大学サッカー部

プロ経歴
- 2015年 - 2016年  ブラウブリッツ秋田

## 個人成績
| 国内大会個人成績 | 国内大会個人成績 | 国内大会個人成績 | 国内大会個人成績 | 国内大会個人成績 | 国内大会個人成績 | 国内大会個人成績 | 国内大会個人成績 | 国内大会個人成績 | 国内大会個人成績 | 国内大会個人成績 | 国内大会個人成績 |
| 年度             | クラブ           | 背番号           | リーグ           | リーグ戦         | リーグ戦         | リーグ杯         | リーグ杯         | オープン杯       | オープン杯       | 期間通算         | 期間通算         |
| 年度             | クラブ           | 背番号           | リーグ           | 出場             | 得点             | 出場             | 得点             | 出場             | 得点             | 出場             | 得点             |
| 日本             | 日本             | 日本             | 日本             | リーグ戦         | リーグ戦         | リーグ杯         | リーグ杯         | 天皇杯           | 天皇杯           | 期間通算         | 期間通算         |
| ---------------- | ---------------- | ---------------- | ---------------- | ---------------- | ---------------- | ---------------- | ---------------- | ---------------- | ---------------- | ---------------- | ---------------- |
| 2015             | 秋田             | 8                | J3               | 34               | 3                | -                | -                | 2                | 0                | 36               | 3                |
| 2016             | 秋田             | 8                | J3               | 21               | 1                | -                | -                | 0                | 0                | 21               | 1                |
| 通算             | 日本             | 日本             | J3               | 55               | 4                | -                | -                | 2                | 0                | 57               | 4                |
| 総通算           | 総通算           | 総通算           | 総通算           | 55               | 4                | 0                | 0                | 2                | 0                | 57               | 4                |

### 出場歴
- Jリーグ・公式戦初出場 - 2015年3月15日 J3第1節 カターレ富山戦（富山県総合運動公園陸上競技場）
- Jリーグ・公式戦初得点 - 2015年4月12日 J3第5節 レノファ山口FC戦（あきぎんスタジアム）

## タイトル

### クラブ
仙台大学サッカー部
- 東北地区大学サッカー選手権大会 : 3回（2011年、2012年、2013年）

## 代表・選抜歴

### 出場大会
- 北海道・東北大学選抜
  - 2011年 - 第25回デンソーカップチャレンジサッカー
  - 2012年 - 第26回デンソーカップチャレンジサッカー
  - 2013年 - 第27回デンソーカップチャレンジサッカー

- 全日本大学選抜
  - 2012年 - 第29回アルクディア国際ユース（U-20）トーナメント（英語版）